# Elecciones estatales de Hesse de 1962

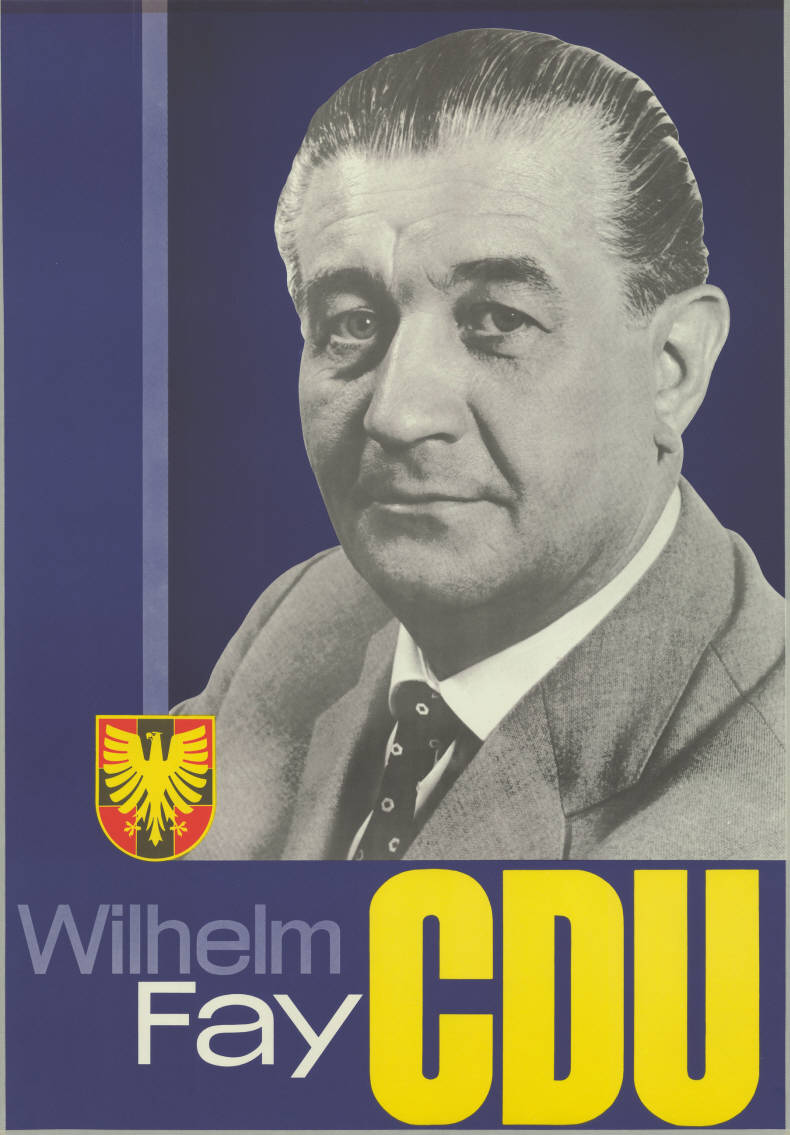
Cartel electoral de la CDU

La elección del quinto Parlamento de Hesse tuvo lugar el 11 de noviembre de 1962. El SPD obtuvo la mayoría absoluta, pero formó una coalición con el Gesamtdeutsche Partei (GDP). Gustav Hacker del GDP fue nombrado como ministro de Agricultura en el gabinete.

## Resultados
| Partido        | Partido        | Votos     | %     | Candidatos | Mandatos directos | Escaños |
| -------------- | -------------- | --------- | ----- | ---------- | ----------------- | ------- |
| Hab. inscritos | Hab. inscritos | 3.451.314 |       |            |                   |         |
| Votantes       | Votantes       | 2.681.995 | 77,71 |            |                   |         |
| Votos válidos  | Votos válidos  | 2.636.803 | 98,31 |            |                   |         |
|                | SPD            | 1.340.625 | 50,84 | 48         | 44                | 51      |
|                | CDU            | 760.435   | 28,84 | 48         | 4                 | 28      |
|                | FDP            | 301.783   | 11,45 | 48         |                   | 11      |
|                | GDP/BHE        | 167.090   | 6,34  | 48         |                   | 6       |
|                | DFU            | 64.956    | 2,46  | 48         |                   |         |
|                | DG             | 1.433     | 0,05  | 6          |                   |         |
|                | FSP            | 481       | 0,02  | 3          |                   |         |
| Total          | Total          | 2.636.803 | 100   | 249        | 48                | 96      |